# EVE Online
EVE Online är ett datorspel i MMORPG-genren, utvecklat av det isländska företaget CCP Games. Spelet publicerades av Simon & Schuster Interactive under maj till december 2003, varefter CCP köpte tillbaka rättigheterna och började distribuera spelet digitalt. I början av 2008 offentliggjordes att spelet även skulle distribueras genom Steam. Den 10 maj 2009 släpptes spelet i en traditionell fysisk förpackning distribuerad av Atari.
Handlingen utspelar sig i en framtida version av vårt eget universum där spelare kan flyga runt i en avlägsen galax som kallas New Eden. EVE är lanserat som open-ended. Det innebär att en spelare inte är begränsad till att följa en utstakad historia utan kan göra vad han eller hon vill och måste sätta upp sina egna mål. Alla spelare befinner sig på samma server samtidigt; inga instanser förekommer. Olikt andra online-spel är EVE Onlines server nere för underhåll varje dag mellan kl 11.00 och kl 12.00 GMT. Rekordet på antal spelare inloggade samtidigt ändras konstant och det nuvarande rekordet ligger på 65 303 spelare som sattes 4 maj 2013.

## Konton
EVE Online hade i maj 2009 över 300 000 betalande prenumeranter och 45 000 gratis-konton.
Skillnaden mellan ett gratis konto och ett prenumereraned konto utgörs av tillgången till bättre skepp och utrustning för spelaren. Den begränsar inte vad spelaren kan göra eller vart denne kan bege sig.
Det är dock möjligt att spela med full tillgång till samma funktioner som en betalande spelare utan att köpa en prenumeration. Med hjälp av intjänad "ingame-currency" kan en spelare köpa en prenumeration.
Varje konto kan ha upp till tre karaktärer men endast en av dessa kan vara inloggad åt gången om man inte har en prenumeration, i så fall kan spelaren använda flera karaktärer samtidigt Detta kallas "att multiboxa" och kan ge en spelare större fördelar genom att kordinera sin verksamhet i spelet. Det är mycket vanligt att en spelare har fler än ett konto för att underlätta vissa sysslor i spelet, exempelvis gruvdrift, tillverkning och handel.
Det finns 21 dagars "buddy keys" som betalande spelare kan skicka till sina vänner som vill testa på spelet.

## Spelvärld

### Bakgrund

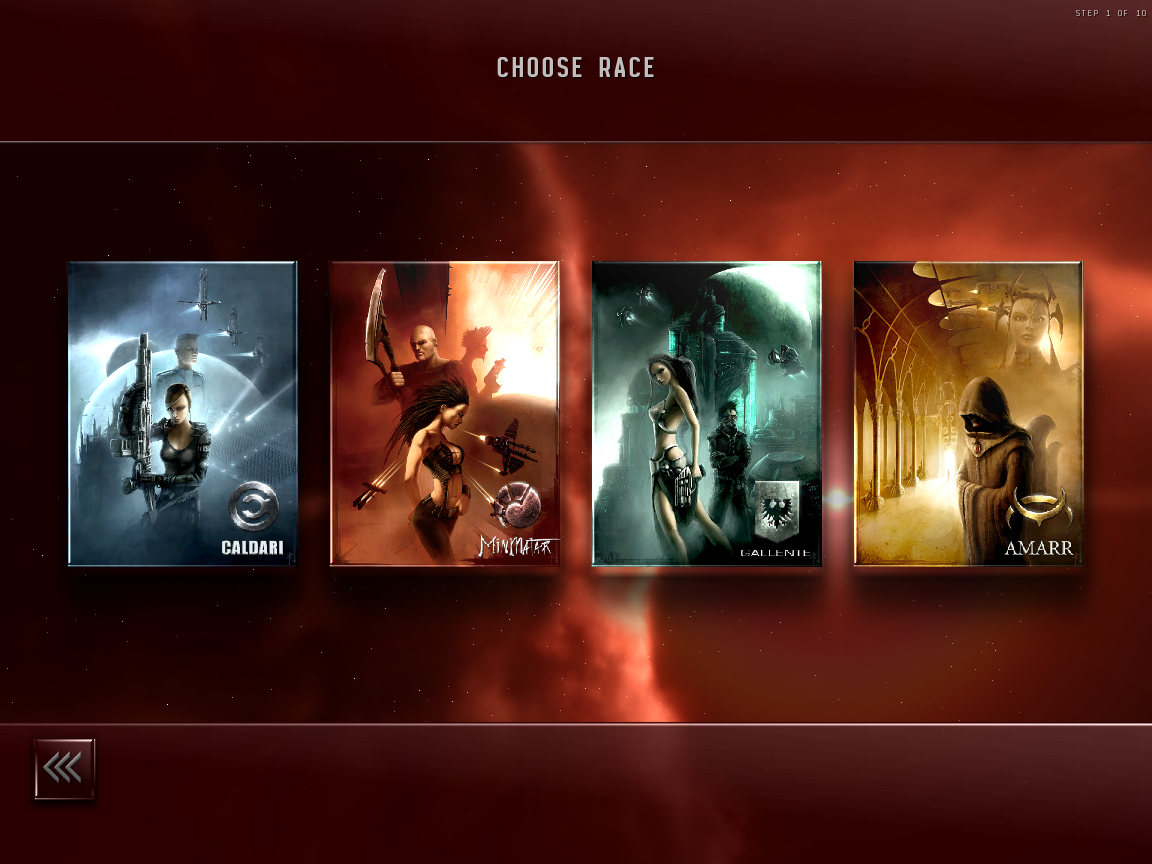
De fyra spelbara raserna. Från vänster till höger: Caldari, Minmatar, Gallente och Amarr.

Eve onlines spelvärld är en ultrakapitalistisk dystopi 21 000 år in i framtiden där olika företag konkurrerar med varandra för att exploatera universums naturresurser. 
Efter att ha exploaterat jordens resurser till bristningsgränsen började människorna kolonisera vintergatan. Efter att vintergatan koloniserats uppstod konflikter om territorier och resurser och ett stort krig bröt ut. Människorna hittade ett maskhål till en ny galax som kom att kallas New Eden. Man sände kolonister genom det i hopp om att den mänskliga civilisationen skulle pånyttfödas i de nya världarna, men maskhålet kollapsade och när man tappade kontakten med kolonierna kom de att kollapsa och isoleras från varandra. I tusentals år kom människorna att mutera i sina nya miljöer och återuppfinna den teknologi de förlorat. På så sätt uppstod en rad mycket skiftande kulturer.

### Geografi
New Eden är en galax som består av mer än 5 000 solsystem som samtliga går att besöka. Varje solsystem har ett antal planeter med tillhörande månar som cirkulerar kring en stjärn. Kring galaxens centrum lever de fem raserna Amarr, Caldari, Gallente, Minmatar och Jove. 

Det finns olika delar av new Eden. Det finns så kallad high security space, där det finns ett visst mått av trygghet för spelaren. Allteftersom man kommer längre från centrum minskar säkerheten. Först kommer man till low security space, ett gränsland mellan helt obevakade solsystem land och high security space. Low security space kännetecknas av politisk kaos och befolkas bland annat av spelare ägnar sig åt småskalig piratverksamhet. När man tagit sig igenom low security space kommer man till "null security space" en helt laglös sektor. Här kan spelare själva bygga rymdstationer och grunda egna politiska enheter. 
Vissa solsystem används av spelarna på ett sätt som gör dem unika. Till exempel använder spelarna solsystemet Jita som ekonomiskt centrum vilket gör att spelare som köper något ofta jämför med priset i Jita för att inte bli lurade.

### Raser
När spelaren startar en ny karaktär finns fem olika raser. För närvarande är Amarr, Caldari, Gallente och Minmatar spelbara. Amarr är en ras som grundat ett teokratiskt kejsardöme, Caldari är organiserad som ett konglomerat av megaföretag, Gallente är en demokrati och Minmatar är ett stamsamhälle. Jove är en icke spelbar ras som är relativt isolerad från de övriga. Till varje ras finns tre bloodlines som utgör olika stammar eller nationer. 
De olika raserna har mycket distinkta skeppsdesigner och arkitektur men skeppen är inte knutna till den ras spelaren väljer utan Dette kan flyga samtliga rasers skepp.
Vad spelaren väljer att göra efter starten, vilka färdigheter den väljer att lära sig, vilka skepp den flyger och vilken roll den väljer att ta är helt upp till spelaren själv och är i stort sett oberoende av vilken ras spelaren valde.

## Skepp

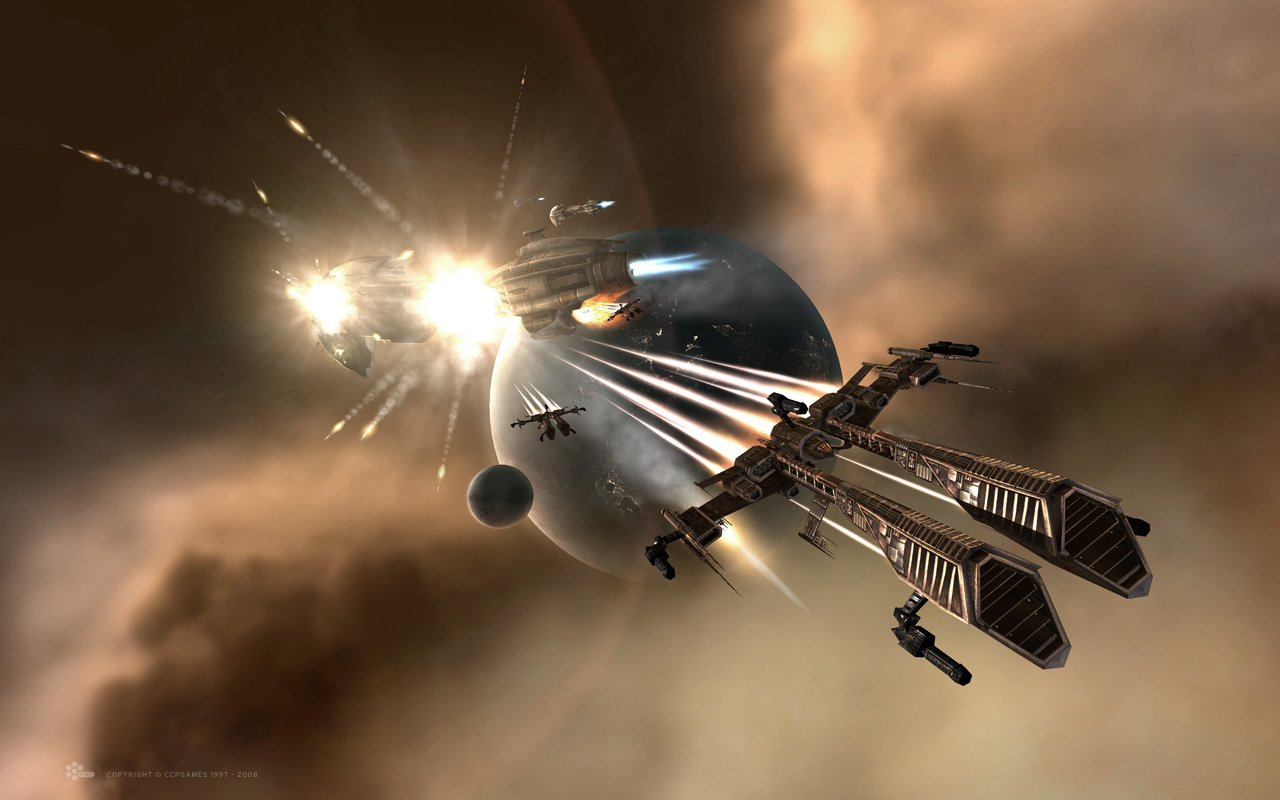
Frigates är de minsta och snabbaste skeppen.

Det finns ett par olika klasser av skepp. Inom varje klass finns dessutom ett antal modifierade skeppstyper. Vissa typer av skepp har olika varianter, till exempel så finns det två olika Heavy Assault Ships, plus att varje spelbar ras (4 stycken, Amarr, Caldari, Gallente och Minmatar) har specifika skepp. Det innebär att om det finns 2 versioner av Heavy Assault Ships så blir det 2 stycken för varje ras, alltså 8 stycken totalt i spelet. Det finns alltså väldigt många skepp, och då är inte specialskeppen inräknade i listan. Det finns en uppsjö av speciella versioner av skepp som är sällsynta och väldigt dyra.

## Färdigheter och attribut
EVE Onlines färdighetssystem skiljer sig markant ifrån övriga spel i MMORPG-genren eftersom spelarkaraktärer inte får erfarenhetspoäng genom bruk av färdigheterna eller genom utförandet av uppdrag. Istället så lär sig spelaren färdigheter genom att träna en specifik färdighet över en period. Träningen pågår konstant oberoende av om spelaren är inloggad eller inte. Varje färdighet har fem nivåer och tiden som krävs att färdigställa varje nivå baseras på spelarens attribut och vilken rang färdigheten har. 
De fem attributen i spelet är: Intelligence, Perception, Charisma, Willpower och Memory. Spelaren väljer själv hur attributen ska fördelas och kan påverka dessa senare i spelet genom implantat eller färdigheter som påverkar dessa. Sedan expansionen Apocrypha (mars 2009) kan spelaren lägga om sina attribut en gång per år.
Färdigheterna är indelade i sexton grupper: Corporation Management, Drones, Electronics, Engineering, Gunnery, Industry, Leadership, Mechanic, Missiles, Navigation, Science, Social, Spaceship Command, Subsystems och Trade. Alla spelare börjar med en liten mängd grundfärdigheter beroende på vilken ras de valt. Till till exempel Amarr får man nivå 3 energivapen och nivå 2 Amarr frigate. För att få fler färdigheter behöver spelaren köpa skill books. Varje färdighet har en tidsmultiplikator (rang) som bestämmer hur lång tid färdigheten tar att träna. Mer avancerade färdigheter har oftast högre rang än grundfärdigheter och kräver att man färdigställt grundfärdigheterna innan man kan påbörja träningen av dessa.

## Ekonomi

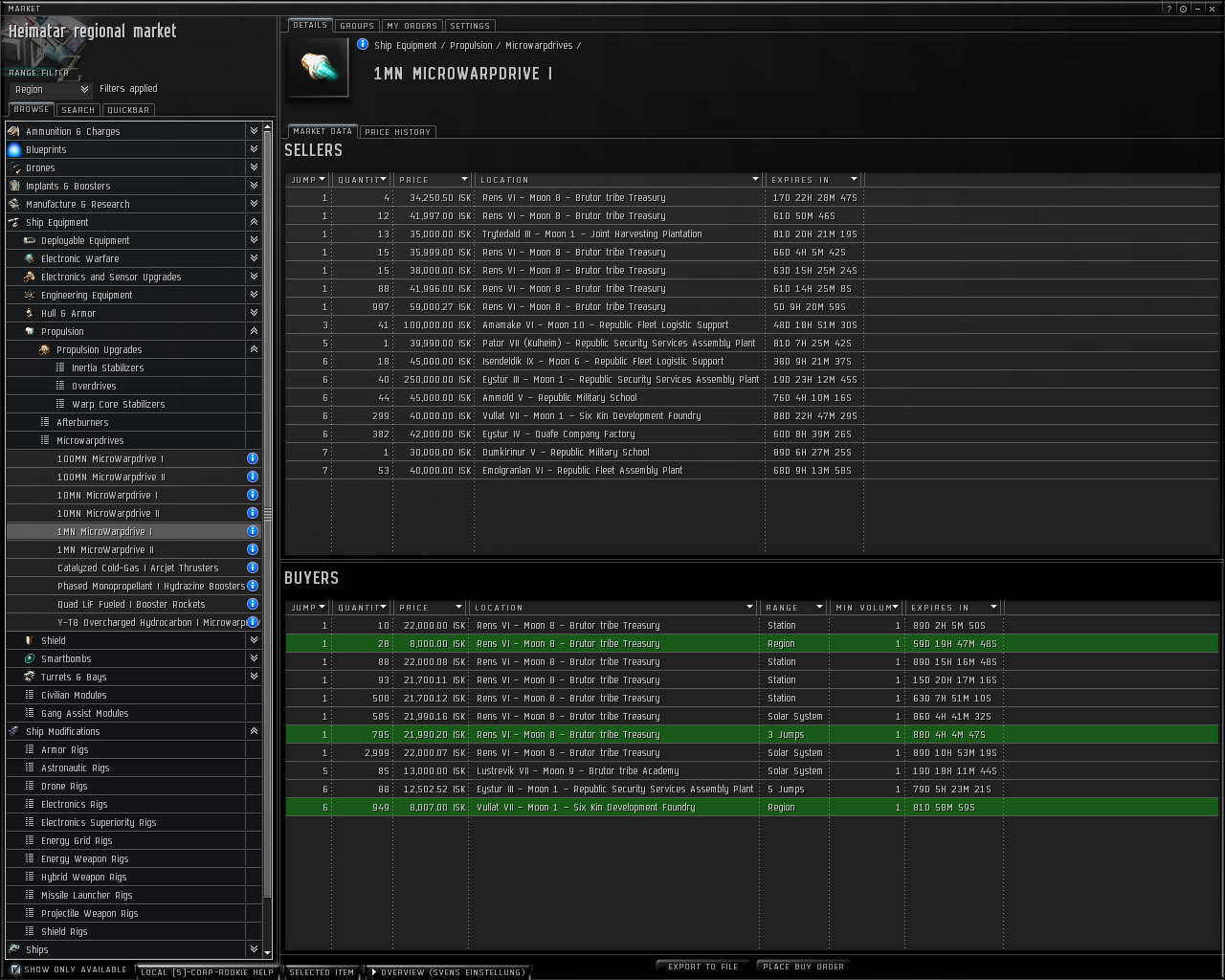
Spelaren kan hela tiden följa marknaden. Det är inte ovanligt att spelare i spelet lever på att spekulera i till exempel råvaror.

### Marknaden
För att skapa ett så komplett och realistiskt ekonomiskt system som möjligt tog utvecklarna hjälp av ett team ekonomer. Resultatet blev den förmodligen mest funktionella och realistiska ekonomin i spelvärlden än så länge.
Marknaden i EVE-Online är nästan helt driven av spelare. Alla skepp, förutom de absolut minsta och billigaste, kan enbart tillverkas av spelare. Det finns två typer av "marknader", den första och primära är huvudmarknaden som fungerar som en sorts börs för allt i spelet. Den andra typen av marknad är en marknad med kontrakt. Där kan man sälja saker i grupp och på så sätt ge mängdrabatt, föra byten, auktionera eller lättare sälja saker som är väldigt unika (varav vissa inte ens går att sälja på den vanliga marknaden). Contracts är väldigt utsatt för så kallad scamming, då spelare försöker sälja saker dyrt genom att lura andra spelare att det är en bra affär. Spelets tillverkare har inget emot scamming då de anser att det är en del av spelet och att spelare som blir lurade får skylla sig själva.
Det är möjligt att köpa speltid med spelets inbyggda valuta (Interstellar Kredits, ISK). Någon väljer då att betala med riktiga pengar för att skapa en "EVE Time Code" (ETC) som de sedan kan sälja för spelets inbyggda valuta. ETC fanns med mellan 30- och 90-dagars speltid. Under sommaren 2008 utgick 30- och 90-dagars ETC:s och ersattes av 60-dagars. 
Idag kallas ETC för "30 Day Pilot's License Extension", förkortat PLEX, och kostar runt 570 miljoner ISK (23 oktober 2012). Handeln med PLEX är tillåten, så länge den sker säkert inom CCP:s egna inbyggda system. Det betyder att liknande handel, via till exempel EBAY, är förbjuden. Det är även förbjudet att tjäna riktiga pengar på all annan handel som sker i spelet.

### Industrin
Spelare kan i spelet tjäna pengar på att bygga saker att sälja till andra spelare. I princip allt i spelet är byggt av spelare av råvaror som tagits fram av spelare. För att bygga ett vanligt skepp eller en vanlig modul behöver spelaren ritningar, material, färdigheter och en ledig produktionslinje att bygga på. Det finns även produkter som kräver tillgång till väldigt sällsynta material, vilket innebär att man kan tjäna mycket pengar i spelet på att producera olika sällsynta eller nischade produkter. 

### Kriminalitet
Piratverksamhet är en del av spelet och förekommer bland annat i form av beskyddarverksamhet, stöld och gisslantagning. Det förekommer även att allianser och företag infiltrerar varandra så att infiltratörer kan få tillgång till information eller förstöra fiendens tillgångar. I ett fall ägnade ett företag ett år åt att infiltrera ett annat företag för att sedan genomföra den största kuppen någonsin i spelets historia. Kriminalitet är en del av EVE Onlines ekonomi, och spelutvecklarna ser det som en del av spelet som de inte vill ta bort.

## Kronologisk lista över expansioner
Gemensamt för expansionerna är att de ingår i alla betalande konton utan extra kostnad.
- Second Genesis (maj 2003)
- Castor (december 2003). Introducerade bland annat "Tech 2" och nya avancerade skepp.
- Exodus (november 2004). Introducerade nya skepp som Destroyer och Battlecruiser. Spelare kunde nu även bygga rymdstationer. Spelarkontrollerade företag får möjlighet att bilda allianser och gå i krig med varandra.
- Cold War (juli 2005). Dreadnoughts och fraktskepp introduceras, samt outposts, en mindre variant av rymdstationer.
- Red Moon Rising (december 2005). Titans (titaner, den största skeppstypen), hangarskepp och moderskepp.
- Revelations (november 2006). Nya battleships och battlecruisers, möjlighet att optimera sina skepp med "rigs" och kontrakt mellan spelare introduceras. Salvaging tillkommer för att hitta användbara rester i vrak efter förstörda skepp.
- Revelations II (juni 2007). Spelet bygger vidare på suveränitet över solsystem via kontroll av dess rymdstationer. En ny typ av affär där man kan köpa utrustning och skepp för "Loyalty Points" och level-5 agenter. Spelare får möjligheten att överhetta skeppsmoduler en kort stund för att få mera prestanda.
- Trinity (december 2007). En ny grafikmotor lanseras. Flera nya skeppklasser (bland annat avancerade battleships, elektroniskt inriktade frigates och kryssare) tillkommer. Tillkommer gör även skript för finjustering av skeppsmoduler, förbättrad utforskning och nybörjarguide.
- Empyrean Age (juni 2008). Så kallade Factional Wars' blir tillag då strider utbryter mellan raserna och både individuella spelare och hela företag kan slåss för en av de fyra sidorna. Nya faction-agenter, ett antal nya skepp, ny musik samt en ny region kallad Black Rise tillkommer.
- Quantum Rise (november 2008). Certifikat och medaljer introduceras.
- Apocrypha (mars 2009). Wormholes introduceras och cirka 2500 nya solsystem skapas inomdessa. Probing ändras helt. Tech3 skepp släpps för första gången. Den klassiska klienten försvinner (den klassiska klienten hade den gamla grafikmotorn och hade mycket lägre systemkrav än den nyare Premium-klienten). Möjligheten att lägga färdigheter man vill träna i en 24-timmars skill queue kom. Spelaren kunde nu även börja ändra sina attribut med 14 poäng totalt en gång per år.
- Dominion (december 2009). Systemet kring ägandet av planetsystem förändrades genom att jämna ut maktbalansen mellan anfallare och försvarare samt introducering av nya sätt att behålla kontrollen över system. Fyra nya Faction Battleships, nya handlingsbaserade uppdragsserier (Epic Arcs) för piratfraktioner och träningsagenter för Exploration och PvP introducerades också.
- Tyrannis (maj 2010). Introducerar exploatering av planeter. Spelare kan nu bygga infrastruktur på planeters ytor för att skörda naturresurser. Lade till "webbläsaren" EVE Gate, som gör att spelare kan kommunicera utan att vara inne i spelet. CCP lade till landmärken på den galaktiska kartan, som visar vägen till historiska platser. Lag blev också starkt reducerat.
- Incursion (november 2010). Introducerade attacker av datorstyrda flottor i högsäkerhetsområden. Spelets karaktärsdesignverktyg uppdaterades också.
- Incarna (juni 2011). Introducerade möjligheten att lämna skeppet och promenera runt i stationer. Detta gällde dock bara i privata rum. Modeller och effekter för kanoner och annan utrustning förbättrades.
- Crucible (november 2011). Innehöll grafikförbättringar och en tredje nivå av battlecruisers.
- Inferno (april 2012). Inferno introducerade stora förändringar inom Faction warfare och krigsförklaringar. Expansionen medförde också nya modeller för missiler och missilramper.
- Retribution (december 2012). I Retribution blev de flesta skepp i fregatt-, jagar- och kryssarklasserna förändrade för att passa olika roller. Systemet för bounties och prisjägare förändrades också.

## Dust 514
Dust 514 är ett MMOFPS som utspelar sig inom Eve-universumet. Det är det första spelet av CCP Games sedan EVE Online och utvecklas av deras studio i Shanghai. Utmärkande för Dust 514 är att det kretsar kring markslag på olika planeter inom Eve-universumet och att spelare från båda spelen kan interagera med varandra.

### Fotnoter
1. ↑  CCP Games (6 mars 2003). ”CCP Games Press Release: New Release Date for Eve Online: The Second Genesis Announced” (HTML). ccpgames.com. CCP Games. Arkiverad från originalet den 27 september 2007. https://web.archive.org/web/20070927145547/http://www.ccpgames.com/press/press_releases.asp?pressReleaseID=4. Läst 15 januari 2008.
2. ↑  ”Eve Online Puts the MMO in Steam”. 22 januari 2008. http://store.steampowered.com/news/1414/. Läst 23 januari 2008.
3. ↑  Gamasutra. ”"Atari Signs EVE Online Retail Deal"” (HTML). gamasutra.com. United Business Media. http://www.gamasutra.com/php-bin/news_index.php?story=21025. Läst 10 november 2008.
4. ↑  ”EVE Forum-inlägg av CCP Explorer(Developer)”. Arkiverad från originalet den 15 januari 2010. https://web.archive.org/web/20100115063644/http://www.eveonline.com/ingameboard.asp?a=topic&threadID=1248612&page=4#96. Läst 9 maj 2010.
5. ↑  CCP Manifest (2009-05-06) eveonline.com Arkiverad 9 maj 2009 hämtat från the Wayback Machine.
6. ↑  CCP Games. ”Eve Online background story page” (HTML). eveonline.com. CCP Games. Arkiverad från originalet den 22 februari 2009. https://web.archive.org/web/20090222195922/http://www.eveonline.com/background/. Läst 15 januari 2008.
7. ↑  CCP Games. ”Timeline of the Amarr Empire” (HTML). eveonline.com. CCP Games. Arkiverad från originalet den 24 februari 2009. https://web.archive.org/web/20090224161709/http://www.eveonline.com/races/amarr_timeline.asp. Läst 15 januari 2008.
8. 1 2  EVE Online - Officiell wiki, uppslagsord races Arkiverad 27 mars 2009 hämtat från the Wayback Machine.
9. ↑  Guðmundsson, Eyjólfur (3 augusti 2007). ”Econ Dev Blog - Market Overview for Mineral Markets” (HTML). eveonline.com. CCP Games. Arkiverad från originalet den 6 september 2007. https://web.archive.org/web/20070906184028/http://myeve.eve-online.com/devblog.asp?a=blog&bid=498. Läst 3 september 2007.
10. ↑  ”How does skill training work?” (HTML). Eve Online Support. Arkiverad från originalet den 8 oktober 2007. https://web.archive.org/web/20071008085613/https://support.eve-online.com/Pages/KB/Article.aspx?id=167. Läst 28 oktober 2007.
11. ↑  30 Day Pilot's License Extension Arkiverad 18 april 2014 hämtat från the Wayback Machine., EVE-Markets.net. Läst 23 oktober 2012
12. ↑  http://news.bbc.co.uk/1/hi/technology/7905924.stm BBC News Technology berättar om hur alliansen Band of Brothers' infiltrerades
13. ↑  Francis, Tom (29 februari 2008). ”Murder Incorporated” (HTML). PC Gamer. http://www.computerandvideogames.com/article.php?id=180867&site=pcg. Läst 12 juli 2008.
14. ↑  CCP hf. ”Frequently Asked Questions, section 6.7: Can I be a corporate spy?” (HTML). CCP hf. Arkiverad från originalet den 22 februari 2009. https://web.archive.org/web/20090222194735/http://www.eveonline.com/faq/faq_06.asp. Läst 8 november 2007.
15. ↑  GDC Europe: CCP Announces Dust 514 Console MMO Arkiverad 10 november 2010 hämtat från the Wayback Machine., Gamasutra. Hämtad 19 augusti 2010.